# Racka
Le racka est une race de mouton rare et rustique originaire des steppes de la Puszta en Hongrie. Il est aussi connu sous le nom de « Mouton de Valachie ». C'est aujourd'hui une race protégée.

## Description
Le racka se caractérise par de grandes cornes torsadées pouvant atteindre un mètre.
Sa taille est moyenne (de 50 à 70 cm, 30 à 50 kg).
La gestation comme celle de tous les moutons est de 5 mois.
Il est classé dans les races « à laine » car celle-ci pousse parfois jusqu’au sol. S’il n’est pas tondu, le mouton de Valachie arrache sa laine en se frottant contre tout ce qu'il trouve (arbres, clôtures, rochers).
Sa robe peut être blanche ou noire, deux parents blancs ou noirs peuvent très bien avoir un agneau d'une autre couleur en fonction des allèles qu'ils portent.

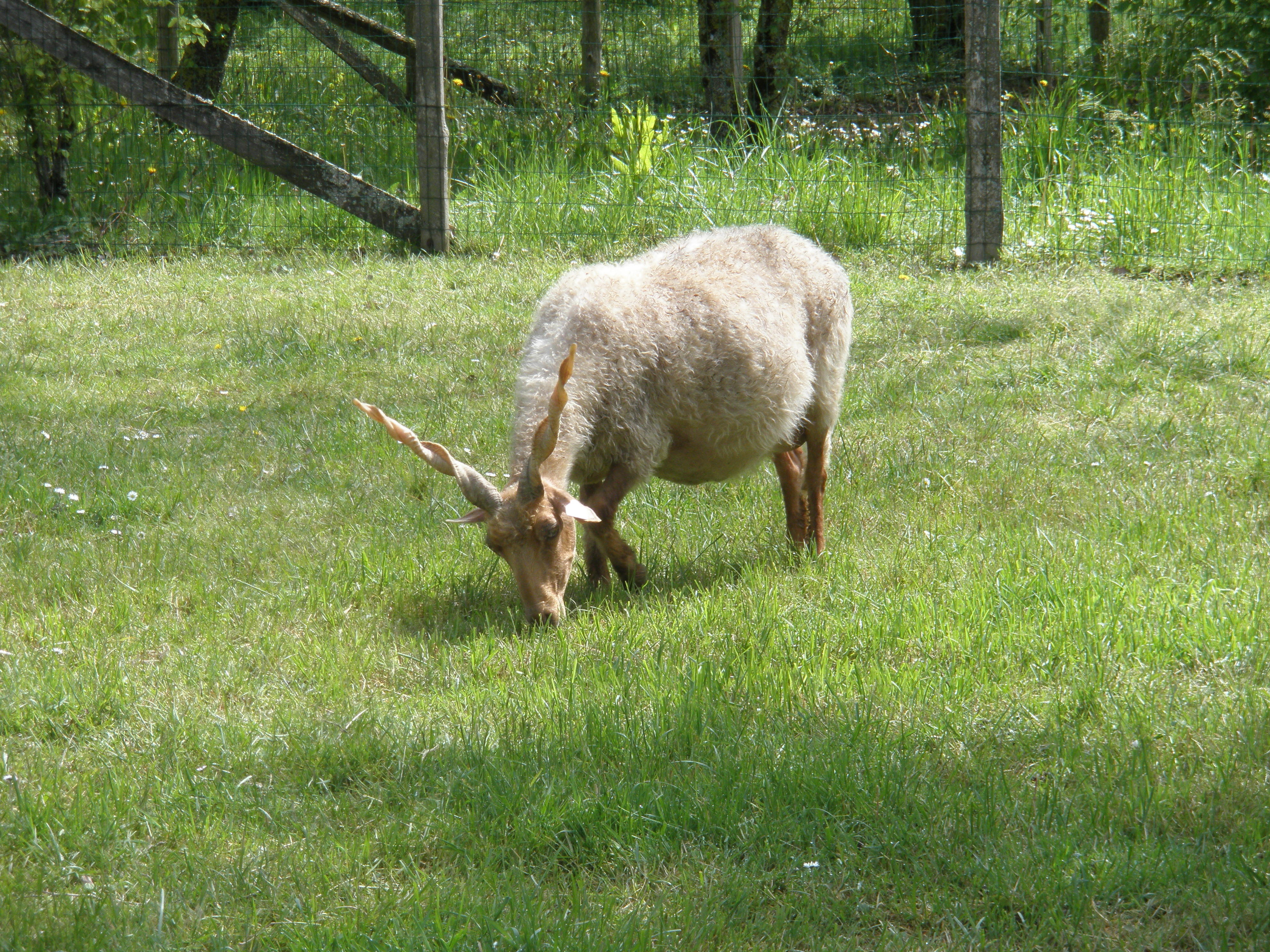
Mouton de race Racka